# 산티 미나
산티아고 '산티' 미나 로렌소 (스페인어 : Santiago 'Santi' Mina Lorenzo, 1995년 12월 7일 ~ )는 알샤바브에서 공격수로 뛰고 있는 스페인의 프로 축구 선수이다.

## 클럽 경력

### 셀타 비고
갈리시아의 비고에서 태어난 미나는 고향의 셀타 비고 유스 팀에서 자랐으며, 2012-13시즌에 테르세라 디비시온에서 리저브 팀에 첫 성인무대 데뷔를 하였다. 1월 5일에는 클럽과 프로 계약을 맺었으며, 기간은 2018년까지였다.

미나는 2013년 2월 16일에 그의 라리가 데뷔전을 치렀으며, 그의 데뷔전이었던 헤타페를 3-1로 이긴 경기에서 이아고 아스파스의 교체 선수로 있다가 66분에 교체되었다. 그는 그의 첫 골을 9월 16일에 뽑아냈지만 아틀레틱 빌바오에 3-2로 패배하고 말았다. 단지 17세 9개월 하고도 10일이었떤 그는 클럽의 가장 어린 라 리가 득점자라는 기록을 남겼다. 
2015년 4월 11일, 산티 미나는 라요 바예카노를 홈에서 6:1로 이긴 경기에서 4골을 터트렸으며, 그는 스페인 축구 리그와 셀타 비고에서 가장 어린 해트트릭 기록자라는 타이틀을 얻었다. 

### 발렌시아

#### 15/16 시즌
2015년 7월 4일, 미나는 같은 리그의 발렌시아 CF로 이적했으며, 10M유로의 이적료와 함께 6년 계약을 맺었다. 그는 발렌시아에서의 첫 공식경기 골을 12월 5일 바르샤와 1-1로 비긴 경기에서 후반 40분경 동점골을 넣으며 기록하였다.  이후 헤타페전에서도 득점을 기록하고 코파 델 레이에서도 득점을 기록하였고, 수퍼데포르테 등의 언론에서는 발렌시아에서 발견된 새로운 재능이라고 평가하였다.
산티 미나는 캄프 누에서 열린 FC 바르셀로나와의 경기에서도 결승골을 터트려 팀의 승리에 기여하였다.

#### 16/17시즌
1R 라스 팔마스와의 경기에서 멀티골을 기록하였다.

### 셀타 비고 복귀
2019년 7월 14일, 셀타 비고로 복귀했다.

## 수상

### 발렌시아
- 코파 델 레이 : 2018-19

## 사생활
산티아고라는 이름을 가졌던 그의 아버지도 축구선수였으며, 1970년대와 80년대를 거치며 여러 클럽에서 수비수로 활약했고, 활약한 클럽 중에선 셀타 비고도 있었다.